# Sven Lundgren (wieloboista)
Sven Erik Gunnar Lundgren (ur. 17 lutego 1901 w Gävle, zm. 30 października 1982 w Täby) – szwedzki lekkoatleta wieloboista.
Zajął 14. miejsce w dziesięcioboju na igrzyskach olimpijskich w 1928 w Amsterdamie.
Lundgren był mistrzem Szwecji w dziesięcioboju w 1927, w pięcioboju w 1928 oraz w biegu na 110 metrów przez płotki w 1931.